# Afacerea Edgardo Mortara

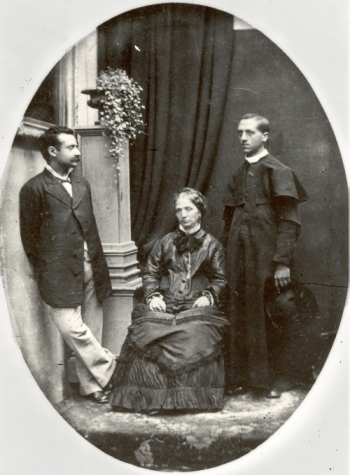
Edgardo Mortara ca adult, mama sa (pe scaun) și un preot al Ordinului Augustinian (în dreapta).

Afacerea Edgardo Mortara este denumirea unui scandal care a izbucnit după ce poliția Statului Papal a răpit pe 23 iunie 1858 un copil evreu pe nume Edgardo Mortara, în vârstă de 6 ani, de la familia lui din Bologna ca să fie crescut ca un creștin catolic, iar Papa Pius al IX-lea a refuzat să-l elibereze. Părinții au fost informați că-și pot recăpăta fiul numai dacă se convertesc la catolicism.
Edgardo Mortara s-a născut la 27 august 1851 ca fiu al negustorului evreu Salomone Mortara și al soției lui, evreica Marianna Padovani Mortara. Anna Morisi, o fată creștină de 14 ani, care lucra ca servitoare în familia Mortara în zilele de sâmbătă (religia iudaică interzice evreilor să lucreze în zilele de sâmbătă), a botezat copilul, fără știința părinților lui, când acesta avea vârsta de doi ani și era grav bolnav. Anna Morisi credea că copilul o să moară și va fi ars în Iad dacă n-o să fie botezat.
Poliția papală a primit ordin, câțiva ani mai târziu, să-l scoată din casa familiei Mortara pe unul din cei opt copii, care fusese botezat, deoarece un copil botezat nu putea să crească într-o familie evreiască. Poliția a luat copilul din casa părinților lui și l-a trimis la Roma pentru a primi o educație creștină catolică. Mortara a fost crescut drept catolic, a devenit misionar și toată viața sa activat pentru catolicism. Mortara a decedat pe 11 martie 1940 într-o mănăstire catolică din Belgia.